# Wilhelm Gülich
Wilhelm Daniel Johannes Otto Gülich (* 7. Juni 1895 in Sachsenberg/Waldeck; † 15. April 1960 in Bad Pyrmont) war Direktor der Bibliothek des Instituts für Weltwirtschaft und Politiker der SPD.

## Leben und Beruf
Gülich nahm am Ersten Weltkrieg als Kriegsfreiwilliger teil. Er studierte nach dem Abitur, das er 1919 als Externer ablegte, Nationalökonomie, Rechtswissenschaften und Geographie in Marburg, Wien und Kiel, wo er 1924 auch zum Doktor der politischen Wissenschaften promoviert wurde (Grundfragen der großrumänischen Wirtschaftspolitik). Im selben Jahr wurde er Direktor der Bibliothek des Instituts für Weltwirtschaft in Kiel, die er zur führenden Fach- und Forschungsbibliothek der Wirtschaftswissenschaften ausbaute. Diese Stellung übte er bis 1946 und wieder ab 1950 aus. In dieser Zeit berief er Gertrud Savelsberg zu seiner Stellvertreterin, die ihn darüber hinaus auch bei seinen politischen Aktivitäten maßgeblich unterstützte.
Nebenamtlich fungierte Gülich seit 1941 als Bibliothekar des von Franz Alfred Six geleiteten Deutschen Auslandswissenschaftlichen Instituts. Im August 1942 wurde Gülich zum Honorarprofessor für Schrifttumskunde der Wirtschafts- und Sozialwissenschaftlichen an der Universität Kiel ernannt. Danker und Lehmann-Himmel charakterisieren ihn, der nicht der NSDAP angehörte, in ihrer Studie über das Verhalten und die Einstellungen der Schleswig-Holsteinischen Landtagsabgeordneten und Regierungsmitglieder der Nachkriegszeit in der NS-Zeit als „angepasst-ambivalent“ und „Jongleur“.
Außerdem war er Vorstandsmitglied der Gesellschaft für innere Kolonisation und Mitglied des Aufsichtsrates der Wirtschaftsaufbaukasse und der Schleswig-Holsteinischen Landgesellschaft. Gülich war von 1958 bis zu seinem Tode Präsident der Südosteuropa-Gesellschaft.
Gülich war evangelischen Glaubens und zwei Mal verheiratet.

## Partei
Gülich war von 1919 bis 1921 Mitglied der DNVP. Ab 1927 engagierte er sich im Republikanischen Klub in Kiel. 1945 schloss er sich der SPD an.

## Abgeordneter
Gülich war von 1947 bis 1950 Landtagsabgeordneter in Schleswig-Holstein. Dort vertrat er den Wahlkreis Lauenburg/Elbe. Vom 8. Mai 1947 bis zum 28. August 1949 war Gülich Vorsitzender des Landtagsausschusses für Verfassung und Geschäftsordnung.
Von 1949 bis zu seinem Tode 1960 war er Mitglied des Deutschen Bundestages und dort von 1953 bis 1957 stellvertretender Vorsitzender des Ausschusses für Finanz- und Steuerfragen. Er war führend am Aufbau der Bibliothek des Deutschen Bundestages beteiligt, die er am Vorbild der Bibliothek des Kieler Instituts für Weltwirtschaft ausrichtete.
Wilhelm Gülich ist 1949 als direkt gewählter Abgeordneter des Wahlkreises Herzogtum Lauenburg und danach stets über die Landesliste Schleswig-Holstein in den Bundestag eingezogen.

## Öffentliche Ämter
Von Januar 1946 bis August 1948 war Gülich Landrat im Kreis Herzogtum Lauenburg und 1947/48 Präsidiumsmitglied des Deutschen Landkreistages.
Er war vom 29. August 1949 bis zum 5. September 1950 Finanzminister von Schleswig-Holstein, nachdem er bereits zuvor seit dem 7. September 1949 parlamentarischer Vertreter des Finanzministers gewesen war.

## Schriften
- Bibliotheken und Archive, sozial- und wirtschaftswissenschaftliche. In: Handwörterbuch der Sozialwissenschaften. Stuttgart 1959.
- Die Bibliothek des Instituts für Weltwirtschaft, Voraussetzungen und Grundlagen weltwirtschaftlicher Forschung; Sonderdruck aus „Weltwirtschaftliches Archiv“, Zeitschrift des Instituts für Weltwirtschaft an der Universität Kiel, 50. Band, Heft 1; Verlag Gustav Fischer, Jena; Juli 1939.